# Istituto Marchiondi
L'Istituto Marchiondi fu una istituzione di Milano dedicata all'educazione dei ragazzi difficili già esistente nell'800. Tra i suoi allievi dell'epoca più famosi c'è Giovanni Segantini. Ricopriva una vasta area centrale dietro piazza Cardinal Ferrari, dove è rimasta una via chiamata, appunto, Marchiondi. L'edificio ottocentesco, a pianta esagonale, era situato in via Quadronno 26 e a causa dei bombardamenti della seconda guerra mondiale fu demolito e l'area fu riedificata e destinata ad altri scopi. L'istituto di educazione fu trasferito a Baggio in via Noale nel 1952 assumendo la denominazione Marchiondi Spagliardi.

## Il concorso per la nuova sede
Insieme ad altri quattro colleghi, Vittoriano Viganò partecipa al concorso organizzato dall'Opera Pia Istituti Riuniti Marchiondi Spagliardi e Protezione dei Fanciulli nel 1954 in quanto a causa dei bombardamenti la sede in Via Quadronno 26 a Milano venne resa inagibile. L'obiettivo del concorso è la realizzazione di un complesso per aiutare i ragazzi dai sei ai sedici anni con problematiche sociali. Il progetto prevedeva la realizzazione di dormitori, refettorio, cucine, dispense, locali per la scuola, laboratori didattici, sale studio, una chiesa, un'infermeria, uffici per la direzione e amministrazione. 
La proposta di Viganò venne selezionata nell'Aprile del 1954; data la grande estensione del sito sul quale doveva avvenire la costruzione, l'idea di base era la realizzazione di una "città autonoma" con annessi tutti i servizi necessari. 
Il progetto prevedeva lo sviluppo dello stesso secondo due elementi principali disposti lungo la via d'accesso e ulteriori volumi disposti parallelamente su entrambi i lati dell'asse principale. 
Durante i primi mesi del 1955 viene definito l'aggiornamento del progetto presentato durante la fase di concorso: la differenza principale tra questo e il primo progetto è la scomparsa dal fronte principale dell'edificio d'ingresso. 

## Il progetto definitivo

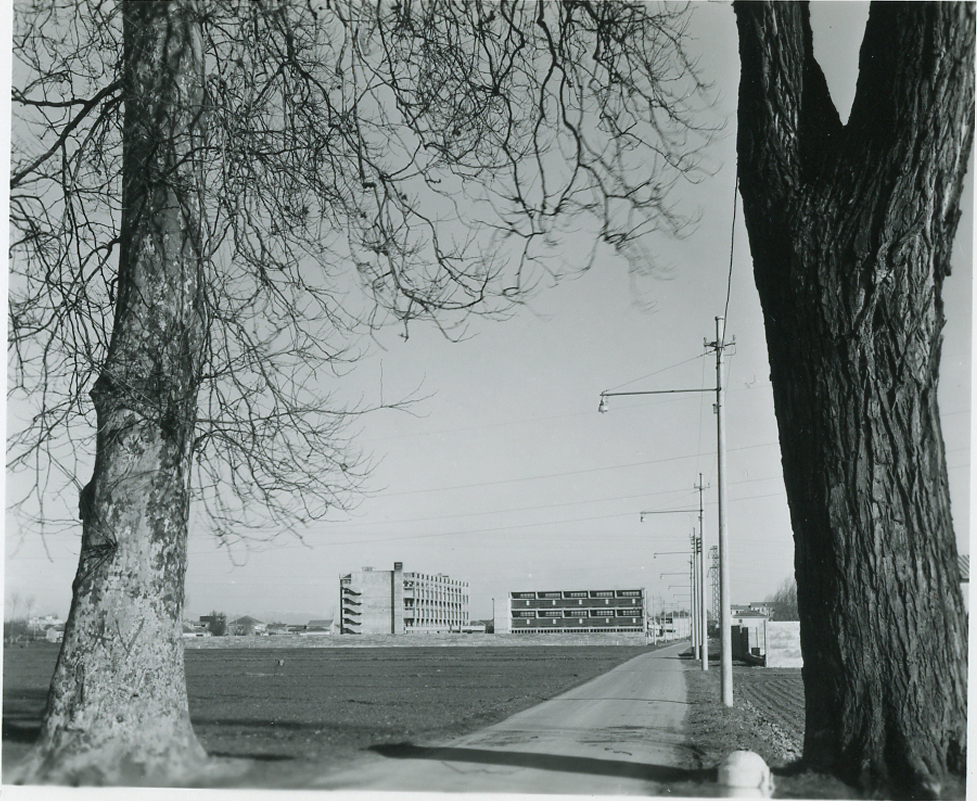
La nuova sede dell'Istituto Marchiondi Spagliardi, progettata da Vittoriano Viganò

Nei primi giorni del mese di giugno del 1955, Viganò elabora il capitolato d'appalto: in questa fase subentra Silvano Zorzi, il quale occupandosi della progettazione strutturale, consegna per la fine di giugno otto schemi definiti "strutture tipo" corrispondenti a una travata strutturale di ogni edificio. Successivamente, alla consegna definitiva degli elaborati strutturali e della relativa relazione tecnica avvenuta nel mese di luglio del 1955, si capisce che << le strutture in cemento armato, oltre che alla loro funzione statica, rappresentano l'elemento architettonico predominante. Come tali sono sempre in vista, e con esse il calcestruzzo che lo costituisce, tal quale e sformato dai casseri...generalmente metallici>>.
Data la necessità di lasciare il calcestruzzo a vista, durante la progettazione è stata imposta una scelta precisa della qualità del conglomerato cementizio e dei ferri di armatura - cemento ad alta resistenza e acciaio Rumi - . Tra gli elementi che costituiscono la struttura portante, l'elemento chiave che permette di coprire ampie luci è il trilite stabilizzato.
La travata strutturale nella globalità del complesso è realizzata da una trave a sezione rettangolare, 20x80cm, sulla quale poggiano le varie lame di larghezza pari a 60cm. 

## L'istituzione educativa
Mutata profondamente l'antica struttura giuridica dei riformatori i compiti di educazione dei minori difficili trova nell'attuale situazione, un momento di ripensamento, con la proposta di trasformarlo in villaggio solidale.

## L'edificio

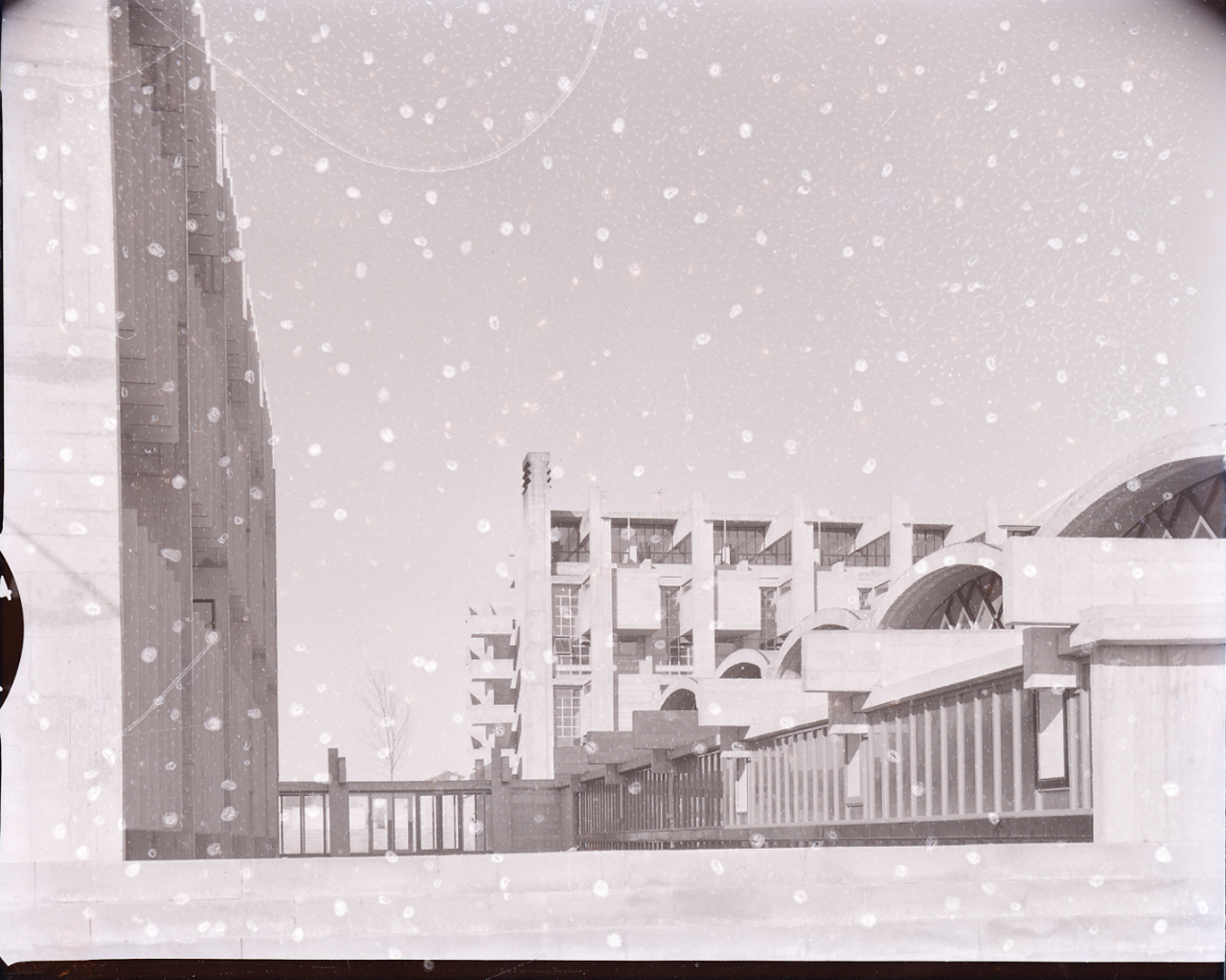
La nuova sede dell'Istituto Marchiondi Spagliardi, progettata da Vittoriano Viganò

Il nuovo edificio fu progettato e realizzato sotto la cura dell'architetto Vittoriano Viganò. L'architetto non progetta un riformatorio, ma una “scuola di vita”; abolisce le sbarre, e impone ai “ragazzi difficili” un intorno civile, basato su spazi che favoriscano una socializzazione democratica. L'istituto emana una forte energia vitale, simbolicamente rappresentata dall'uso del Cemento armato a vista e dalla predominanza del colore rosso. Viene ad instaurarsi così tra l'edificio e i suoi giovani fruitori un rapporto di simpatia, diceva il Viganò: “chi ha veramente compreso il Marchiondi non sono stati gli organizzatori, le autorità scolastiche e pedagogiche, i colleghi, i critici di architettura che pure mi hanno fatto tanti complimenti: sono stati i ragazzi. Non potrò, credo, dimenticare il grido di gioia con cui sciamarono dentro, l'entusiasmo con cui presero immediato possesso della attrezzature, degli armadietti, dei porta-abiti”.
Grazie anche a una campagna promossa da Vittorio Sgarbi per la salvaguardia architettonica dell'edificio, la struttura è stata posta sotto vincolo architettonico; il suo completo recupero è affidato al Politecnico di Milano. L'edificio è stato negli ultimi anni oggetto di occupazioni abusive, più volte sgomberate, che ne hanno aggravato lo stato di degrado.